# Kvark-gluon plazma
A kvark-gluon plazma (quark-gluon plasma, QGP) a kvantum-színdinamika egyik fázisa, ami igen magas hőmérsékleten, és/vagy igen nagy sűrűség esetén jön létre. Az anyagnak ez a fázisa (halmazállapota) gluonokból és (csaknem teljesen) szabad kvarkokból áll, és az anyag teljes, alapvető részecskéire való bomlását jelenti.
A CERN az 1980-as évek közepén kezdett kísérletezni szuper protonszinkotronjában (SPS) egy QGP létrehozásával. A munkát folytatta az 1990-es években is, majd az ezredforduló évében nyilvánosságra hozta, hogy sikerült létrehoznia az anyagnak egy új halmazállapotát.
Jelenleg az amerikai Brookhaveni Nemzeti Laboratórium (BNL) Relativisztikus nehézion-ütköztetője folytatja a kísérleteket, de a munka három kísérlettel a CERN-nél is folytatódik.

## Bevezető
A plazma állapot annyiban különbözik az anyag normális, hadronokba zárt állapotától, hogy hadron állapotban a kvark vagy egy antikvarkhoz csatolva mezonként, vagy két másik kvarkhoz csatolva barionként (mint proton, vagy mint neutron) van jelen a természetben, ami a kvarkok szabad mozgását teljesen meggátolja. A kvark-gluon plazmában ezzel szemben a mezonok és a  barionok elvesztik egyéniségüket és mind a kvarkok mind a gluonok szabadon mozoghatnak.

### Hogyan vonatkozik a plazma név erre az állapotra?
Általában azt az állapotot nevezzük plazmának, amelyben az egyéni részecskék elektrosztatikus töltését a többi jelenlevő töltés ernyőzi. Így Coulomb törvénye módosul, vagyis a töltés nagysága itt nem állandó, hanem az a többi töltés távolságától függ.
Az OGP-ben a kvarkok szín-töltése ugyancsak ernyőződik. Az azelőtt jól ismert plazma állapottal való hasonlatosság nemcsak ez, de különbség is van: míg a jól ismert plazmában a töltés abelian, a szín-töltés nem Abel-csoport.

### Elméleti tanulmányozása
A perturbációszámítás, ami a QED igen fontos építőköve színtöltés esetére azok magas értéke miatt nem alkalmas. Ezért a fő elméleti eszköz a QGP tanulmányozására a rácsmértékelmélet. Ez az elmélet volt, ami előre megjósolta a plazmaállapot (cca. 175 MeV energiának megfelelő) átmeneti transition hőmérsékletét és azóta a QGP sok más tulajdonságát is. Az AdS/CFT (anti-de-Sitter space/conformal field theory közötti) megegyezés elvének a használata új lehetőségeket nyújt a számításokra.

### Kvark-gluon plazma gerjesztése laborban
QGP képződik amikor két atommagnyalábot (175 MeV energiával) igen magas hőmérsékletre hevítve ütköztetünk. CERN ólmot, BNL aranyat használt erre a célra. A nyalábok nagy része átcsapódik egymáson, de az ütközés helyén egy izzó tűzgolyó, fireball létesül, amit saját nyomása felfúj, majd kiterjedés közben lehűl. Ennek a tűzgolyónak a tanulmányozása az elmélet próbája.

### Hogyan illesztődik mindez a fizika többi törvényeihez?
A QCD a részecskefizika Standard modell elméletének egy része. Az elmélet többi részei az elektrogyenge kölcsönhatással és a neutrínóval foglalkoznak.
Az elektrodinamika elméletét kísérletileg, próbával (test) már néhány billiónyi (= amerikai trillió) pontossággal bizonyították, míg a gyenge kölcsönhatás elmélete néhány ezred pontossággal lett bizonyítva. A perturbációszámítások a QCD kísérletek eredményeivel néhány %-ra egyeznek, de nem-perturbatív szempontból még alig lett érintve.
A QGP alkotórésze a részecskefizikának, de hozzátartozik a véges hőmérséklet térelmélet, finite temperature field theory kísérleti bizonyításának feladata is. Ez a fizikának az a része ami az anyag igen magas hőmérsékletű állapotával foglalkozik, ahonnan a világegyetem egy  mikromásodperccel ősrobbanás utáni állapotával kapcsolatos  kérdésekre várunk választ.

## A kvark-gluon plazma várt tulajdonságai

### Termodinamika
A fázisátmenet 175 MeV energia körül történik, ami kb. 1 GeV/fm2 energiasűrűségnek felel meg. Az állapotegyenlet a nyomás és a hőmérséklet függvénye, amit rácsszámításokból állapítottak meg, de aminek eredményeit perturbáció (zavar) számításokkal is, meg a húrelmélet  tételeivel is egyeztettek. Az összefüggés még jelenleg is tanulmány tárgya egyéb termodinamikai változókkal egyetemben.

### Folyás
A folyással kapcsolatos számításokhoz az állapotegyenlet ismerete fontos.  Az eddigi számítások azt mutatják, hogy a plazma folyadékként viselkedik. Ez a nézet azonban változhat.

### Gerjesztési,excitationspektrum
Biztos-e, hogy a QGP valóban (csaknem) szabad gluonokból és kvarkokból áll, illetve ezeket tartalmaz? Bár a kutatók meg vannak róla győződve, a kérdés  túlegyszerűsítés. Egyrészt az elmélet még forrásban van, másrészt olyan  vélemény is van, hogy mezonokból talán eddig még a kvarkok nem szabadultak fel, mert a nehezebb kvarkok (például a báj kvark) felszabadítására  még magasabb energia kellene.

### A kísérlet helyzete
A QGP könnyebben kiszámítható aspektusainak általában nehéz a kísérleti bizonyítása. Bár az eddigi bizonyítékok többsége arra mutat, hogy az RHIC során megfigyelt tűzgolyó tulajdonságai kvark-gluon plazma eredetűek, ez továbbra sem elegendő ahhoz, hogy a kísérletezők kijelenthessék, a QGP jelenséget észlelték.